# Boquilla de Conchos
Boquilla de Conchos, en ocasiones nombrada únicamente como Boquilla, pero cuya denominación oficial de acuerdo al INEGI es Boquilla de Babisas (La Boquilla de Conchos), es una localidad del estado mexicano de Chihuahua, ubicada en el municipio de San Francisco de Conchos y junto a la presa de la Boquilla, a la que da su nombre.

## Historia
Boquilla se encuentra localizado en el sureste del estado de Chihuahua y en la región bañada por el río Conchos —el principal del estado de Chihuahua— en cuya rivera se encuentra localizada, la población recibió su nombre porque en ese punto el río Conchos pasaba a través de un estrechamiento en dos cerros, accidente geográfico denominado comúnmente como boquilla; esta formación fue aprovechada para que en 1916 se construyera en ella la cortina de la presa de la Boquilla con fines de producción de energía hidroeléctrica y que en la actualidad está destinada únicamente a almacenamiento para riego y control de avenidas.
La construcción de la presa generó una importante actividad económica en el poblado que posteriormente se vería favorecido como un centro turístico y balneario regional al estar en sus inmediaciones no solo la presa de la Boquilla, sino el denominado Lago Colina, en realidad una segunda presa localizada aguas abajo del Conchos y el balneario de Los Filtros, distante unos kilómetros al norte y que durante mucho tiempo fueron un destino tradicional de recreo para la población de la zona.

## Localización y demografía
Boquilla se encuentra localizado en las coordenadas 27°32′55″N 105°24′13″O / 27.54861, -105.40361 y a una altitud de 1 271 metros sobre el nivel del mar, se encuentra a unos 30 kilómetros al suroeste de la ciudad de Camargo, la principal de la región y con la que se comunica por la carretera estatal 30 de Chihuahua, que además la une también con la cabecera municipal, San Francisco de Conchos; en Camargo dicha carretera se une a la carretera Federal 45, que la comunica con el resto del estado.
De acuerdo al Censo de Población y Vivienda de 2010 realizado por el Instituto Nacional de Estadística y Geografía, la población de Boquilla de Conchos asciende a un total de 1016 habitantes, de los que 510 son hombres y 506 son mujeres, San Francisco de Conchos esto la convierte en la mayor población del municipio de San Francisco de Conchos, del que tiene el carácter de sección municipal.